# Llista de topònims de la Galera
Llista de topònims (noms propis de lloc) del municipi de la Galera, al Montsià
Informació actualitzada per un bot. Els canvis manuals es perdran quan s'actualitzi!

## cabana
| imatge | Nom                           | Ubicat a  | instància de | Detalls                     | coordenades                                                          | Protecció                                  | Commons (més fotos) | Dades a WD                    |
| ------ | ----------------------------- | --------- | ------------ | --------------------------- | -------------------------------------------------------------------- | ------------------------------------------ | ------------------- | ----------------------------- |
|        | barraca de vesc               | la Galera | cabana       | Estil: arquitectura popular | 40° 41′ 20″ N, 0° 26′ 22″ E / 40.689003°N,0.439333°E                 | bé integrant del patrimoni cultural català |                     | Modifica les dades a Wikidata |
|        | caseta de Cadupets            | la Galera | cabana       |                             | 40° 41′ 57″ N, 0° 25′ 50″ E / 40.6992762816843°N,0.430560440692024°E |                                            |                     | Modifica les dades a Wikidata |
|        | caseta de Cristòfol           | la Galera | cabana       |                             | 40° 43′ 04″ N, 0° 25′ 51″ E / 40.717747876198°N,0.43094942766486°E   |                                            |                     | Modifica les dades a Wikidata |
|        | caseta de Millan              | la Galera | cabana       |                             | 40° 41′ 30″ N, 0° 25′ 40″ E / 40.6916033547451°N,0.427790500458312°E |                                            |                     | Modifica les dades a Wikidata |
|        | caseta de caça de l'Aigualera | la Galera | cabana       |                             | 40° 41′ 21″ N, 0° 24′ 33″ E / 40.6892414702708°N,0.409184992543057°E |                                            |                     | Modifica les dades a Wikidata |
|        | caseta de l'Agutzil           | la Galera | cabana       |                             | 40° 41′ 33″ N, 0° 26′ 47″ E / 40.6926353866123°N,0.446270659804719°E |                                            |                     | Modifica les dades a Wikidata |
|        | corral de Lleixà              | la Galera | cabana       |                             | 40° 41′ 01″ N, 0° 24′ 42″ E / 40.6837053124643°N,0.411742288195785°E |                                            |                     | Modifica les dades a Wikidata |
|        | corral del Julià              | la Galera | cabana       |                             | 40° 41′ 49″ N, 0° 25′ 18″ E / 40.6968266827779°N,0.421695893403521°E |                                            |                     | Modifica les dades a Wikidata |
|        | corral del Pepió              | la Galera | cabana       |                             | 40° 40′ 41″ N, 0° 27′ 58″ E / 40.6780937903251°N,0.466122756147383°E |                                            |                     | Modifica les dades a Wikidata |
|        | corral del Pito               | la Galera | cabana       |                             | 40° 41′ 53″ N, 0° 25′ 11″ E / 40.6981274373739°N,0.419846830663236°E |                                            |                     | Modifica les dades a Wikidata |

## casa
| imatge | Nom                                  | Ubicat a  | instància de | Detalls                        | coordenades                                                                            | Protecció                                  | Commons (més fotos) | Dades a WD                    |
| ------ | ------------------------------------ | --------- | ------------ | ------------------------------ | -------------------------------------------------------------------------------------- | ------------------------------------------ | ------------------- | ----------------------------- |
|        | Casa Maria del Mas                   | la Galera | casa         | Estil: arquitectura modernista | 40° 40′ 53″ N, 0° 27′ 46″ E / 40.681388888889°N,0.46277777777778°E ca:Carrer Major, 10 | bé integrant del patrimoni cultural català |                     | Modifica les dades a Wikidata |
|        | Casa Porta                           | la Galera | casa         | Estil: arquitectura popular    | 40° 40′ 48″ N, 0° 27′ 39″ E / 40.68012°N,0.460709°E                                    | bé integrant del patrimoni cultural català |                     | Modifica les dades a Wikidata |
|        | Casa Verge                           | la Galera | casa         | Estil: noucentisme             | 40° 40′ 56″ N, 0° 27′ 47″ E / 40.68236°N,0.4631°E ca:Major, 51                         | bé integrant del patrimoni cultural català |                     | Modifica les dades a Wikidata |
|        | Casa de pagès la Sorteta             | la Galera | casa         | Estil: arquitectura popular    | 40° 40′ 52″ N, 0° 27′ 43″ E / 40.68114°N,0.46204°E                                     | bé integrant del patrimoni cultural català |                     | Modifica les dades a Wikidata |
|        | Casa l'Euduvigis                     | la Galera | casa         | Estil: arquitectura popular    | 40° 40′ 58″ N, 0° 27′ 48″ E / 40.68291°N,0.46332°E                                     | bé integrant del patrimoni cultural català |                     | Modifica les dades a Wikidata |
|        | habitatge al carrer Sant Llorenç, 74 | la Galera | casa         | Estil: arquitectura eclèctica  | 40° 40′ 59″ N, 0° 27′ 51″ E / 40.683055555556°N,0.46416666666667°E                     | bé integrant del patrimoni cultural català |                     | Modifica les dades a Wikidata |
|        | habitatge al carrer de la Creu       | la Galera | casa         | Estil: arquitectura eclèctica  | 40° 40′ 49″ N, 0° 27′ 40″ E / 40.680277777778°N,0.46111111111111°E                     | bé integrant del patrimoni cultural català |                     | Modifica les dades a Wikidata |

## edifici
| imatge | Nom                                | Ubicat a  | instància de | Detalls                       | coordenades                                          | Protecció                                  | Commons (més fotos) | Dades a WD                    |
| ------ | ---------------------------------- | --------- | ------------ | ----------------------------- | ---------------------------------------------------- | ------------------------------------------ | ------------------- | ----------------------------- |
|        | Casal de la Vila                   | la Galera | edifici      | Estil: arquitectura popular   | 40° 40′ 52″ N, 0° 27′ 51″ E / 40.681105°N,0.464216°E | bé integrant del patrimoni cultural català |                     | Modifica les dades a Wikidata |
|        | Magatzem al carrer Sant Llorenç, 9 | la Galera | edifici      | Estil: arquitectura popular   | 40° 40′ 52″ N, 0° 27′ 48″ E / 40.68116°N,0.4632°E    | bé integrant del patrimoni cultural català |                     | Modifica les dades a Wikidata |
|        | Mercat                             | la Galera | edifici      | Estil: arquitectura del ferro | 40° 40′ 56″ N, 0° 27′ 48″ E / 40.68219°N,0.463285°E  | bé cultural d'interès local                |                     | Modifica les dades a Wikidata |
|        | Sindicat de Sant Isidre Llaurador  | la Galera | edifici      |                               | 40° 40′ 55″ N, 0° 27′ 44″ E / 40.68199°N,0.46209°E   |                                            |                     | Modifica les dades a Wikidata |

## granja
| imatge | Nom                      | Ubicat a  | instància de | Detalls | coordenades                                                                   | Protecció | Commons (més fotos) | Dades a WD                    |
| ------ | ------------------------ | --------- | ------------ | ------- | ----------------------------------------------------------------------------- | --------- | ------------------- | ----------------------------- |
|        | Granges d'Arasa          | la Galera | granja       |         | 40° 41′ 19″ N, 0° 26′ 54″ E / 40.6886106556811°N,0.448376866868922°E          |           |                     | Modifica les dades a Wikidata |
|        | Granges d'en Huerta      | la Galera | granja       |         | 40° 40′ 45″ N, 0° 27′ 48″ E / 40.6791736581767°N,0.463206802095523°E          |           |                     | Modifica les dades a Wikidata |
|        | Granges d'en Pelaio      | la Galera | granja       |         | 40° 40′ 37″ N, 0° 27′ 43″ E / 40.676920269136°N,0.461908043708709°E           |           |                     | Modifica les dades a Wikidata |
|        | Granges d'en Vila-roja   | la Galera | granja       |         | 40° 40′ 42″ N, 0° 27′ 51″ E / 40.678363597966°N,0.464053888526258°E           |           |                     | Modifica les dades a Wikidata |
|        | Granges de Beli          | la Galera | granja       |         | 40° 41′ 12″ N, 0° 26′ 55″ E / 40.686616655236°N,0.44871173041687°E            |           |                     | Modifica les dades a Wikidata |
|        | Granges de Ferreres      | la Galera | granja       |         | 40° 41′ 33″ N, 0° 27′ 52″ E / 40.6923717744001°N,0.464540228146371°E          |           |                     | Modifica les dades a Wikidata |
|        | Granges de Germán        | la Galera | granja       |         | 40° 40′ 51″ N, 0° 27′ 54″ E / 40.6809529884162°N,0.465067879434254°E          |           |                     | Modifica les dades a Wikidata |
|        | Granges de Godina        | la Galera | granja       |         | 40° 40′ 56″ N, 0° 27′ 04″ E / 40.682169061796°N,0.45124780125071°E            |           |                     | Modifica les dades a Wikidata |
|        | Granges de Labèrnia      | la Galera | granja       |         | 40° 41′ 22″ N, 0° 28′ 06″ E / 40.6895270357053°N,0.46830460499346°E           |           |                     | Modifica les dades a Wikidata |
|        | Granges de Porta         | la Galera | granja       |         | 40° 40′ 48″ N, 0° 27′ 26″ E / 40.6800679743332°N,0.457186093240334°E 118 msnm |           |                     | Modifica les dades a Wikidata |
|        | Granges de Torres        | la Galera | granja       |         | 40° 41′ 52″ N, 0° 28′ 27″ E / 40.697681510068°N,0.47418529018947°E            |           |                     | Modifica les dades a Wikidata |
|        | Granges del Secretari    | la Galera | granja       |         | 40° 41′ 02″ N, 0° 27′ 53″ E / 40.6839727989749°N,0.464764080949415°E          |           |                     | Modifica les dades a Wikidata |
|        | Granja Amèrica           | la Galera | granja       |         | 40° 40′ 40″ N, 0° 27′ 02″ E / 40.6778426735894°N,0.450633408405737°E          |           |                     | Modifica les dades a Wikidata |
|        | Granja d'en Durer        | la Galera | granja       |         | 40° 40′ 31″ N, 0° 27′ 21″ E / 40.6751857861601°N,0.455952025545399°E          |           |                     | Modifica les dades a Wikidata |
|        | Granja d'en Josep Maria  | la Galera | granja       |         | 40° 40′ 42″ N, 0° 27′ 37″ E / 40.6784403115523°N,0.460170312097023°E          |           |                     | Modifica les dades a Wikidata |
|        | Granja de Balmanya       | la Galera | granja       |         | 40° 41′ 12″ N, 0° 28′ 17″ E / 40.6867460637025°N,0.471285281266823°E          |           |                     | Modifica les dades a Wikidata |
|        | Granja de Clavella       | la Galera | granja       |         | 40° 40′ 43″ N, 0° 27′ 54″ E / 40.6786072991265°N,0.464896503749627°E          |           |                     | Modifica les dades a Wikidata |
|        | Granja de David          | la Galera | granja       |         | 40° 41′ 21″ N, 0° 28′ 31″ E / 40.6890465325141°N,0.475150556057521°E          |           |                     | Modifica les dades a Wikidata |
|        | Granja de Fages          | la Galera | granja       |         | 40° 41′ 06″ N, 0° 28′ 24″ E / 40.6848874813685°N,0.473201437163334°E          |           |                     | Modifica les dades a Wikidata |
|        | Granja de Lleixà         | la Galera | granja       |         | 40° 40′ 57″ N, 0° 27′ 13″ E / 40.6823693679692°N,0.453714630199649°E          |           |                     | Modifica les dades a Wikidata |
|        | Granja de Teresa         | la Galera | granja       |         | 40° 41′ 03″ N, 0° 27′ 38″ E / 40.6841070619677°N,0.46062951456012°E           |           |                     | Modifica les dades a Wikidata |
|        | Granja de Verge          | la Galera | granja       |         | 40° 40′ 59″ N, 0° 27′ 36″ E / 40.6831202435645°N,0.459992559692897°E          |           |                     | Modifica les dades a Wikidata |
|        | Granja de Vicente        | la Galera | granja       |         | 40° 41′ 37″ N, 0° 27′ 23″ E / 40.6935959102762°N,0.456316509047489°E          |           |                     | Modifica les dades a Wikidata |
|        | Granja de Xerta          | la Galera | granja       |         | 40° 41′ 02″ N, 0° 27′ 19″ E / 40.6839327238301°N,0.455169626395113°E          |           |                     | Modifica les dades a Wikidata |
|        | Granja de la Constantina | la Galera | granja       |         | 40° 40′ 54″ N, 0° 28′ 05″ E / 40.6816234707492°N,0.468118749916329°E          |           |                     | Modifica les dades a Wikidata |
|        | Granja del Joanero       | la Galera | granja       |         | 40° 41′ 16″ N, 0° 26′ 19″ E / 40.6877640241283°N,0.438623346975177°E          |           |                     | Modifica les dades a Wikidata |
|        | Granja del Sareio        | la Galera | granja       |         | 40° 40′ 47″ N, 0° 28′ 05″ E / 40.6797275198784°N,0.46791840673689°E           |           |                     | Modifica les dades a Wikidata |
|        | Granja del Sastre        | la Galera | granja       |         | 40° 40′ 49″ N, 0° 27′ 34″ E / 40.6801799309987°N,0.459406178158966°E          |           |                     | Modifica les dades a Wikidata |
|        | la Fàbrica               | la Galera | granja       |         | 40° 40′ 46″ N, 0° 27′ 42″ E / 40.6793671978688°N,0.46176785289552°E           |           |                     | Modifica les dades a Wikidata |

## masia
| imatge | Nom                         | Ubicat a  | instància de | Detalls | coordenades                                                          | Protecció | Commons (més fotos) | Dades a WD                    |
| ------ | --------------------------- | --------- | ------------ | ------- | -------------------------------------------------------------------- | --------- | ------------------- | ----------------------------- |
|        | Casa d'en Galí              | la Galera | masia        |         | 40° 41′ 25″ N, 0° 27′ 21″ E / 40.6902362442748°N,0.455911849559901°E |           |                     | Modifica les dades a Wikidata |
|        | Caseta d'Agustí Roca        | la Galera | masia        |         | 40° 42′ 06″ N, 0° 25′ 19″ E / 40.7016946429245°N,0.421874968009559°E |           |                     | Modifica les dades a Wikidata |
|        | Caseta d'Arasa              | la Galera | masia        |         | 40° 41′ 11″ N, 0° 24′ 00″ E / 40.6863593232806°N,0.3999844067331°E   |           |                     | Modifica les dades a Wikidata |
|        | Caseta de Cadenes           | la Galera | masia        |         | 40° 41′ 21″ N, 0° 26′ 22″ E / 40.6890902384856°N,0.439531020402125°E |           |                     | Modifica les dades a Wikidata |
|        | Caseta de Gil               | la Galera | masia        |         | 40° 41′ 06″ N, 0° 24′ 34″ E / 40.6849505664185°N,0.409434097743384°E |           |                     | Modifica les dades a Wikidata |
|        | Caseta de Joanitet          | la Galera | masia        |         | 40° 43′ 10″ N, 0° 25′ 45″ E / 40.719419603563°N,0.429075243861062°E  |           |                     | Modifica les dades a Wikidata |
|        | Caseta de Julivert          | la Galera | masia        |         | 40° 42′ 25″ N, 0° 24′ 21″ E / 40.706982905762°N,0.405845776748519°E  |           |                     | Modifica les dades a Wikidata |
|        | Caseta de Munyosset         | la Galera | masia        |         | 40° 42′ 15″ N, 0° 25′ 57″ E / 40.7041914202675°N,0.432454540305355°E |           |                     | Modifica les dades a Wikidata |
|        | Caseta de Peret             | la Galera | masia        |         | 40° 42′ 48″ N, 0° 25′ 23″ E / 40.7133490135149°N,0.423035072705391°E |           |                     | Modifica les dades a Wikidata |
|        | Caseta de Pubill            | la Galera | masia        |         | 40° 41′ 27″ N, 0° 23′ 33″ E / 40.6907748637702°N,0.392487796821056°E |           |                     | Modifica les dades a Wikidata |
|        | Caseta de Quinieles         | la Galera | masia        |         | 40° 41′ 46″ N, 0° 26′ 30″ E / 40.6961897354023°N,0.441637773532483°E |           |                     | Modifica les dades a Wikidata |
|        | Caseta de Ramon la Clavella | la Galera | masia        |         | 40° 40′ 44″ N, 0° 25′ 14″ E / 40.67878613775°N,0.42061558822103°E    |           |                     | Modifica les dades a Wikidata |
|        | Caseta de Tano              | la Galera | masia        |         | 40° 42′ 51″ N, 0° 25′ 55″ E / 40.7140328025283°N,0.431886866839906°E |           |                     | Modifica les dades a Wikidata |
|        | Caseta de la Plana de Noves | la Galera | masia        |         | 40° 41′ 49″ N, 0° 26′ 39″ E / 40.6968765864066°N,0.444179577464607°E |           |                     | Modifica les dades a Wikidata |
|        | Caseta de la Sabonera       | la Galera | masia        |         | 40° 41′ 32″ N, 0° 25′ 49″ E / 40.6921997154579°N,0.430299963097492°E |           |                     | Modifica les dades a Wikidata |
|        | Caseta del Joanero          | la Galera | masia        |         | 40° 41′ 22″ N, 0° 26′ 10″ E / 40.6893322387298°N,0.436232121870581°E |           |                     | Modifica les dades a Wikidata |
|        | Caseta del Salat            | la Galera | masia        |         | 40° 43′ 05″ N, 0° 25′ 23″ E / 40.7180245379517°N,0.423067753658851°E |           |                     | Modifica les dades a Wikidata |
|        | Mas de Barceló              | la Galera | masia        |         | 40° 42′ 54″ N, 0° 25′ 17″ E / 40.71494722°N,0.42134722°E 196.9 msnm  |           |                     | Modifica les dades a Wikidata |
|        | Mas de Peret                | la Galera | masia        |         | 40° 41′ 52″ N, 0° 30′ 19″ E / 40.6977572090751°N,0.505402541812713°E |           |                     | Modifica les dades a Wikidata |
|        | Mas de Porta                | la Galera | masia        |         | 40° 41′ 58″ N, 0° 26′ 35″ E / 40.6995°N,0.442947°E 159.3 msnm        |           |                     | Modifica les dades a Wikidata |
|        | Mas del Barber              | la Galera | masia        |         | 40° 41′ 15″ N, 0° 26′ 22″ E / 40.6874°N,0.439442°E 153 msnm          |           |                     | Modifica les dades a Wikidata |
|        | Mas del Pubillet            | la Galera | masia        |         | 40° 42′ 06″ N, 0° 26′ 06″ E / 40.701627644181°N,0.43511988625739°E   |           |                     | Modifica les dades a Wikidata |
|        | Mas del Senyor Marià        | la Galera | masia        |         | 40° 42′ 03″ N, 0° 26′ 39″ E / 40.7007239242895°N,0.444233633183172°E |           |                     | Modifica les dades a Wikidata |
|        | Masada del Pono             | la Galera | masia        |         | 40° 41′ 17″ N, 0° 28′ 44″ E / 40.6881369416141°N,0.478864984268044°E |           |                     | Modifica les dades a Wikidata |
|        | Masia de Talarn             | la Galera | masia        |         | 40° 41′ 46″ N, 0° 28′ 58″ E / 40.6962115881477°N,0.482761664271934°E |           |                     | Modifica les dades a Wikidata |
|        | Masia del Bou               | la Galera | masia        |         | 40° 41′ 43″ N, 0° 29′ 26″ E / 40.6952288201722°N,0.490573821002618°E |           |                     | Modifica les dades a Wikidata |

## pont
| imatge | Nom                                | Ubicat a  | instància de | Detalls                     | coordenades                                                           | Protecció                                  | Commons (més fotos)                | Dades a WD                    |
| ------ | ---------------------------------- | --------- | ------------ | --------------------------- | --------------------------------------------------------------------- | ------------------------------------------ | ---------------------------------- | ----------------------------- |
|        | Pont de pedra en sec               | la Galera | pont         | Estil: arquitectura popular | 40° 41′ 37″ N, 0° 29′ 47″ E / 40.69364°N,0.49628°E                    | bé integrant del patrimoni cultural català |                                    | Modifica les dades a Wikidata |
|        | Pont sobre el barranc de la Galera | la Galera | pont         | Estil: arquitectura popular | 40° 40′ 50″ N, 0° 27′ 42″ E / 40.680678°N,0.461803°E ca:Creu / Abadia | bé cultural d'interès local                | Pont sobre el barranc de la Galera | Modifica les dades a Wikidata |

## Misc
| imatge | Nom                           | Ubicat a                                                       | instància de                                   | Detalls                     | coordenades                                                                                               | Protecció                                            | Commons (més fotos)     | Dades a WD                    |
| ------ | ----------------------------- | -------------------------------------------------------------- | ---------------------------------------------- | --------------------------- | --- | ---------------------------------------------------- | ----------------------- | ----------------------------- |
|        | Ajuntament de la Galera       | la Galera                                                      | casa consistorial                              | Estil: arquitectura popular | 40° 40′ 54″ N, 0° 27′ 49″ E / 40.6816°N,0.463577°E                                                        | bé cultural d'interès local                          | Ajuntament de la Galera | Modifica les dades a Wikidata |
|        | Forn de Joanet lo Canterer    | la Galera                                                      | teuleria                                       | Estil: arquitectura popular | 40° 40′ 45″ N, 0° 27′ 33″ E / 40.679077°N,0.459213°E                                                      | bé integrant del patrimoni cultural català           |                         | Modifica les dades a Wikidata |
|        | Sénia del Bassot              | la Galera                                                      | sínia                                          | Estil: arquitectura popular | 40° 40′ 45″ N, 0° 27′ 36″ E / 40.67926°N,0.4599°E                                                         | bé integrant del patrimoni cultural català           |                         | Modifica les dades a Wikidata |
|        | barranc de la Galera          | Roquetes Mas de Barberans la Galera Godall Masdenverge Tortosa | curs d'aigua                                   | Desemboca: Ebre             | 40° 46′ 20″ N, 0° 17′ 18″ E / 40.772219°N,0.288423°E 40° 45′ 17″ N, 0° 32′ 41″ E / 40.754681°N,0.544711°E |                                                      |                         | Modifica les dades a Wikidata |
|        | capella de Sant Vicenç Ferrer | la Galera                                                      | església capella                               | Estil: arquitectura popular | 40° 40′ 51″ N, 0° 27′ 43″ E / 40.680777°N,0.461865°E ca:Creu. Al costat del pont                          | bé integrant del patrimoni cultural català           |                         | Modifica les dades a Wikidata |
|        | cova d'Ullastre               | la Galera                                                      | cova                                           |                             | 40° 41′ 52″ N, 0° 25′ 36″ E / 40.697901310126°N,0.426660513107877°E                                       |                                                      |                         | Modifica les dades a Wikidata |
|        | creu de terme de la Galera    | la Galera                                                      | creu de terme                                  | Estil: arquitectura popular | 40° 40′ 41″ N, 0° 27′ 29″ E / 40.678043°N,0.458055°E                                                      | bé integrant del patrimoni cultural català           |                         | Modifica les dades a Wikidata |
|        | la Fita                       | la Galera                                                      | fita edifici històric                          |                             | 40° 40′ 59″ N, 0° 24′ 17″ E / 40.6829424789818°N,0.404648937155214°E                                      |                                                      |                         | Modifica les dades a Wikidata |
|        | la Galera                     | la Galera                                                      | entitat singular de població capital municipal | 717 hab                     | 40° 40′ 53″ N, 0° 27′ 48″ E / 40.681388888889°N,0.46333333333333°E 110 msnm                               |                                                      |                         | Modifica les dades a Wikidata |
|        | torre de la Galera            | la Galera                                                      | torre                                          | Estil: arquitectura gòtica  | 40° 40′ 51″ N, 0° 27′ 46″ E / 40.6808°N,0.462778°E ca:Major, 2                                            | bé d'interès cultural bé cultural d'interès nacional | Torre de la Galera      | Modifica les dades a Wikidata |